# C/2019 Y4 (ATLAS)
C/2019 Y4 (ATLAS) – kometa długookresowa, odkryta w grudniu 2019 r., która mogła stać się widoczna gołym okiem w pobliżu peryhelium w maju 2020, gdyby nie doszło do jej rozpadu w połowie kwietnia. Została odkryta za pomocą Asteroid Terrestrial-impact Last Alert System, znajdującego się w pobliżu szczytu Mauna Loa, na wyspie Hawaiʻi na Hawajach.

## Historia obserwacji

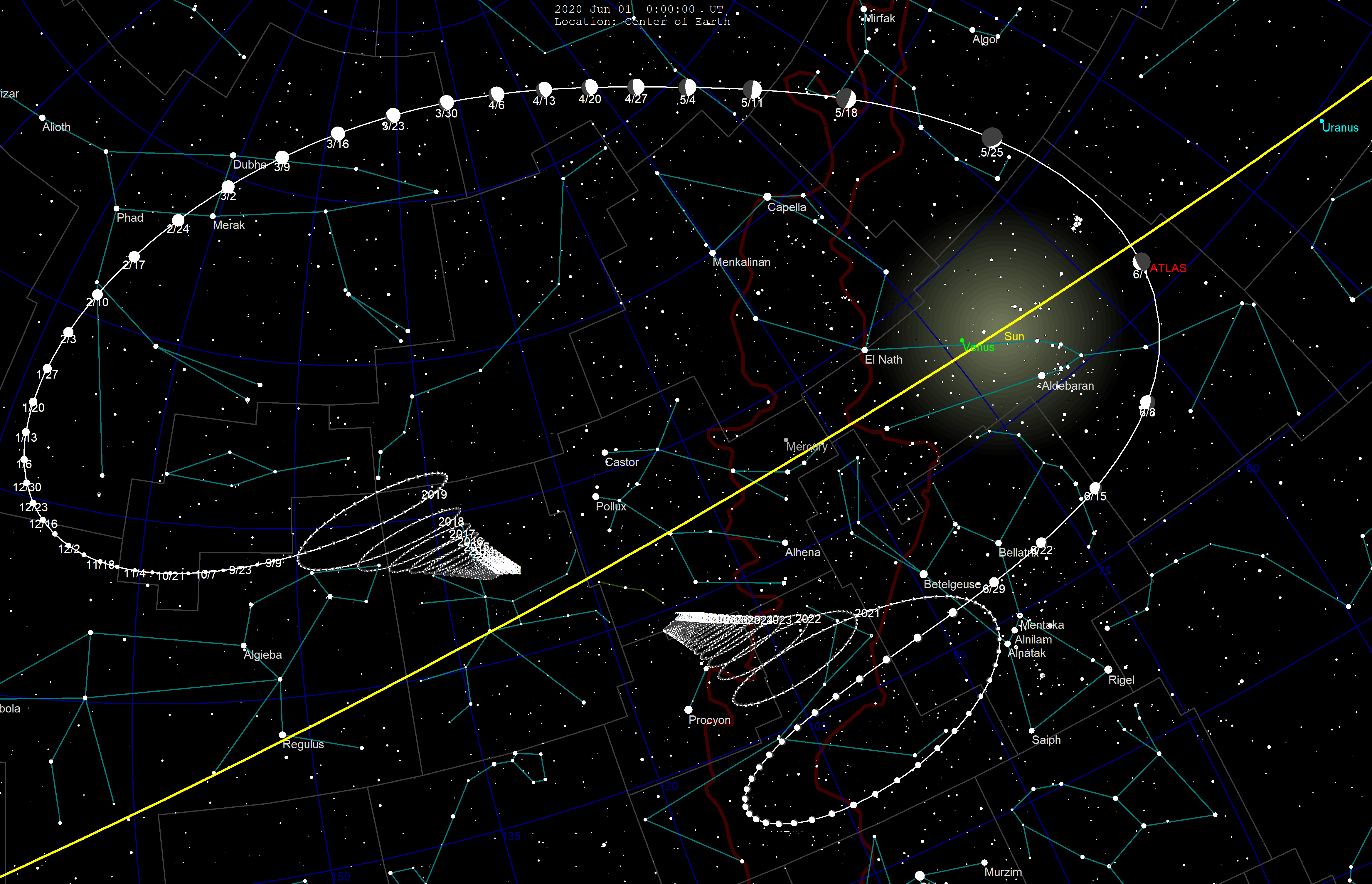
Droga komety na ziemskim niebie; spiralne fragmenty wynikają z ruchu obiegowego Ziemi wokół Słońca

W chwili odkrycia w grudniu 2019 roku kometa C/2019 Y4 miała widomą wielkość gwiazdową 19,6m. W marcu 2020 jej jasność zaczęła rosnąć szybciej, niż oczekiwano i osiągnęła wielkość gwiazdową 8m. Przewidywano wtedy, że do 1 maja kometa może pojaśnieć do 5m i być widoczna gołym okiem. W pobliżu peryhelium jej jasność miała osiągnąć maksimum, oceny jasności były jednak bardzo rozbieżne: od +2 do −6. Ta druga wartość oznacza, że kometa stałaby się jaśniejsza niż planeta Wenus. Jednakże na początku kwietnia 2020 jasność komety zaczęła spadać, a obserwacje chińskich astronomów (m.in. obserwowane wydłużenie jądra) sugerowały, że się rozpada.

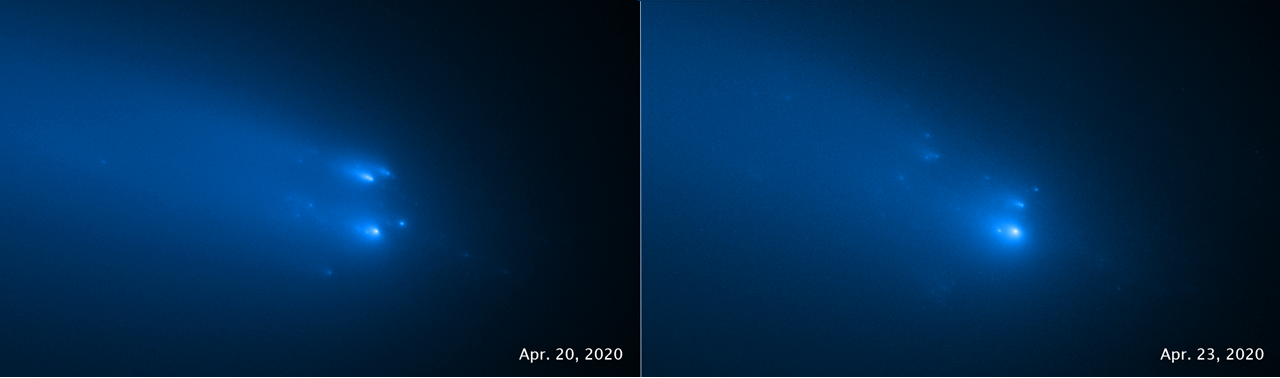
Zdjęcia fragmentów jądra komety C/2019 Y4 (ATLAS) wykonane przez Teleskop Hubble’a

Rozpad jako pierwszy potwierdził astronom amator Jose de Queiros, który 11 kwietnia sfotografował 3 fragmenty komety. Obserwacje poczynione w dniach 12–14 kwietnia 2020 w ramach The Virtual Telescope Project 2.0 pokazywały, że kometa rozpadła się na co najmniej cztery części. Na kolejnych zdjęciach – z 17 kwietnia – widać dalszą fragmentację komety. Fotografie wykonane Kosmicznym Teleskopem Hubble’a 20 kwietnia i 23 kwietnia 2020 wykazały istnienie około 30 fragmentów (20 kwietnia) oraz 25 fragmentów komety (23 kwietnia). Wszystkie były otoczone warkoczem pyłowym.
Efemerydy z 16 kwietnia 2020 przewidywały osiągnięcie jasności 5m około 25 maja, a najwyższą jasność pod koniec maja ok. 4m.
Kometa minęła Ziemię 23 maja 2020 w znacznej odległości, około 0,7809 au (116,8 mln km).
Sonda Solar Orbiter przeszła w dniach 31 maja – 1 czerwca przez warkocz jonowy i 6 czerwca przez warkocz pyłowy C/2019 Y4 (ATLAS).

## Orbita
Kometa porusza się po bardzo wydłużonej trajektorii eliptycznej, obiegając Słońce w czasie ocenianym na około 6000 lat. W peryhelium znalazła się bliżej Słońca niż Merkury (0,25 au). Jej orbita jest podobna do orbity Wielkiej Komety z 1844 roku, co sugeruje, że oba obiekty mogą być fragmentami jednego ciała macierzystego.